# سویساید سایلنس
سویساید سایلنس (به انگلیسی: Suicide Silence) یک گروه دث‌کور آمریکایی از شهر ریورساید ایالت کالیفرنیا است که در سال ۲۰۰۲ آغاز به کار کرد. این گروه تا کنون پنج آلبوم، یک آلبوم چندآهنگه و یازده موزیک ویدیو منتشر کرده‌است.

## مرگ میچ لاکر
در ۱ نوامبر ۲۰۱۲ (۱۱ آبان ۱۳۹۱)، توسط دفتر پزشکی قانونی شهرستان اورنج، کالیفرنیا اعلام شد که میچ لاکر از صدمات وارده از تصادف موتور سیکلت، جان خود را از دست داده‌است. دفتر پزشکی قانونی اعلام کرد «مرگ لاکر، در ساعت ۶:۱۷ صبح روز پنجشنبه در بیمارستان یو.سی. آی مدیکال سنتر شهرستان اورنج، کالیفرنیا تایید شده‌است.»

گزارش دیگری حاکی از آن است که میچ، مدت کوتاهی پس از ساعت ۲۱:۰۰ در ۳۱ اکتبر با موتورش تصادف کرده‌است.

گروه به مناسبت مرگ خواننده‌شان، یک متن در همین رابطه در صفحه رسمی خود در فیسبوک منتشر کردند:
 «هیچ راه آسانی برای گفتن این [حادثه] وجود ندارد. میچ، امروز صبح زود بر اثر جراحات وارده در تصادف با موتورسیکلتش، درگذشت. برای همهٔ ما، این رویداد بسیار سخت و دشوار است و ما عمیق‌ترین تسلیتمان را به خانواده او ابراز می‌کنیم. او برای همیشه در قلب ما خواهد بود. در آرامش بخواب میچل آدام لاکر - ما عاشق تو هستیم برادر.»

## اعضا

### اعضا کنونی
- کریس گارزا: گیتار ریتم  (۲۰۰۲ تا کنون)
- مارک هیلمن: گیتار لید  ۲۰۰۶ تا کنون)
- الکس لوپز: درام  (۲۰۰۶ تا کنون)
- دن کنی: بیس  (۲۰۰۸ تا کنون)
- هرمان هرمیدا: خواننده اصلی  (۲۰۱۳ تا کنون)

### اعضا پیشین
- میچ لاکر: خواننده اصلی  (۲۰۰۲ تا ۲۰۱۲) (مرحوم)
- تنر ومک: همکار خواننده اصلی  (۲۰۰۲)
- ریک اش: گیتار لید  (۲۰۰۲ تا ۲۰۰۶)
- جاش گادارد: درام  (۲۰۰۲ تا ۲۰۰۶)
- مایک بادکنز: بیس، همخوان  (۲۰۰۲ تا ۲۰۰۸)